# Stefon Diggs
Stefon Mar'sean Diggs (Gaithersburg, 29 de novembro de 1993) é um jogador de futebol americano do New England Patriots da National Football League (NFL). Ele foi draftado pelo Minnesota Vikings na quinta rodada, 146º escolha geral do Draft de 2015 da NFL e em 2020 se transferiu para o Buffalo Bills. Ele jogou futebol universitário em Maryland.

## Primeiros anos
Diggs estudou na Escola Our Lady of Good Counsel de Montgomery, Maryland, onde jogou futebol americano e praticou atletismo. Ele registrou 810 jardas com 23 touchdowns em sua terceira temporada em 2010, e foi vice-campeão do Jogador do Ano da Gatorade Maryland. Em seu último ano, ele registrou 770 jardas de recepção e 8 touchdowns, e acumulou 277 jardas correndo e mais três touchdowns no chão; ele também passou um tempo na defesa, registrando 31,5 tackles e 1 sack. Em reconhecimento aos seus esforços, ele foi o primeiro time da seleção All-metro como wide receiver pelo The Washington Post e foi selecionado para o All-county pelo Montgomery Gazette. Após sua última temporada, ele foi nomeado MVP do USA Army All-American Junior Combine em 2011 e foi convidado para jogar no US Army All-American Bowl de 2012.
No atletismo, Diggs competiu como um velocista. Em 2011, ele ficou em 7º na corrida de 100 metros nas preliminares do Bill Carver T&F Classic com um tempo de 12,00 segundos e ajudou a levar sua equipe de 4x200 m para um terceiro lugar com um tempo de 1:32.10 minutos. Os integrantes do revezamento eram: os jogadores da NFL, Kendall Fuller, Blake Countess, e o campeão nacional de 400m, Sean Sutton. Em seu último ano, ele registrou um tempo de 22,30 segundos na trajetória de 200 metros do Darius Ray Invitational e disputou o 4x100 m, ajudando os Falcons a conquistar o segundo lugar com um tempo de 43.50 segundos. Ele também foi cronometrado em 4,43 segundos na corrida de 40 jardas
Com um recrutamento de cinco estrelas, Diggs foi visto como um dos melhores jogadores do país. Ele foi considerado o segundo melhor recruta wide receiver do país e foi classificado como o melhor recruta no estado de Maryland pelo Rivals.com. Ele foi classificado como o prospecto número 13 da nação e o atleta número 3 na classe de 2012 pela ESPN.com. Scout.com o avaliou como o segundo maior receptor no país.
 Diggs escolheu ficar perto de casa e se comprometeu com a Universidade de Maryland em 10 de fevereiro de 2012. Ele também teve ofertas de bolsa de estudos da Flórida, USC, Cal, Ohio State e Auburn, entre outros.

## Carreira na Faculdade
Diggs aceitou uma bolsa de estudos esportiva para cursar a Universidade de Maryland em College Park, Maryland, onde jogou de 2012 a 2014. Como calouro, Diggs registrou 1.896 jardas, que foi a segunda maior marca em uma única temporada na história da escola. Ele foi selecionado como especialista em retorno da segunda equipe da All-ACC em 2012 e terminou em segundo lugar atrás de Jamison Crowder de Duke no prêmio de Novato do Ano da ACC. Ele foi selecionado para o All-Big Ten, da segunda equipe, em reconhecimento à sua temporada de sucesso em 2014.

### Temporada de Calouro (2012)

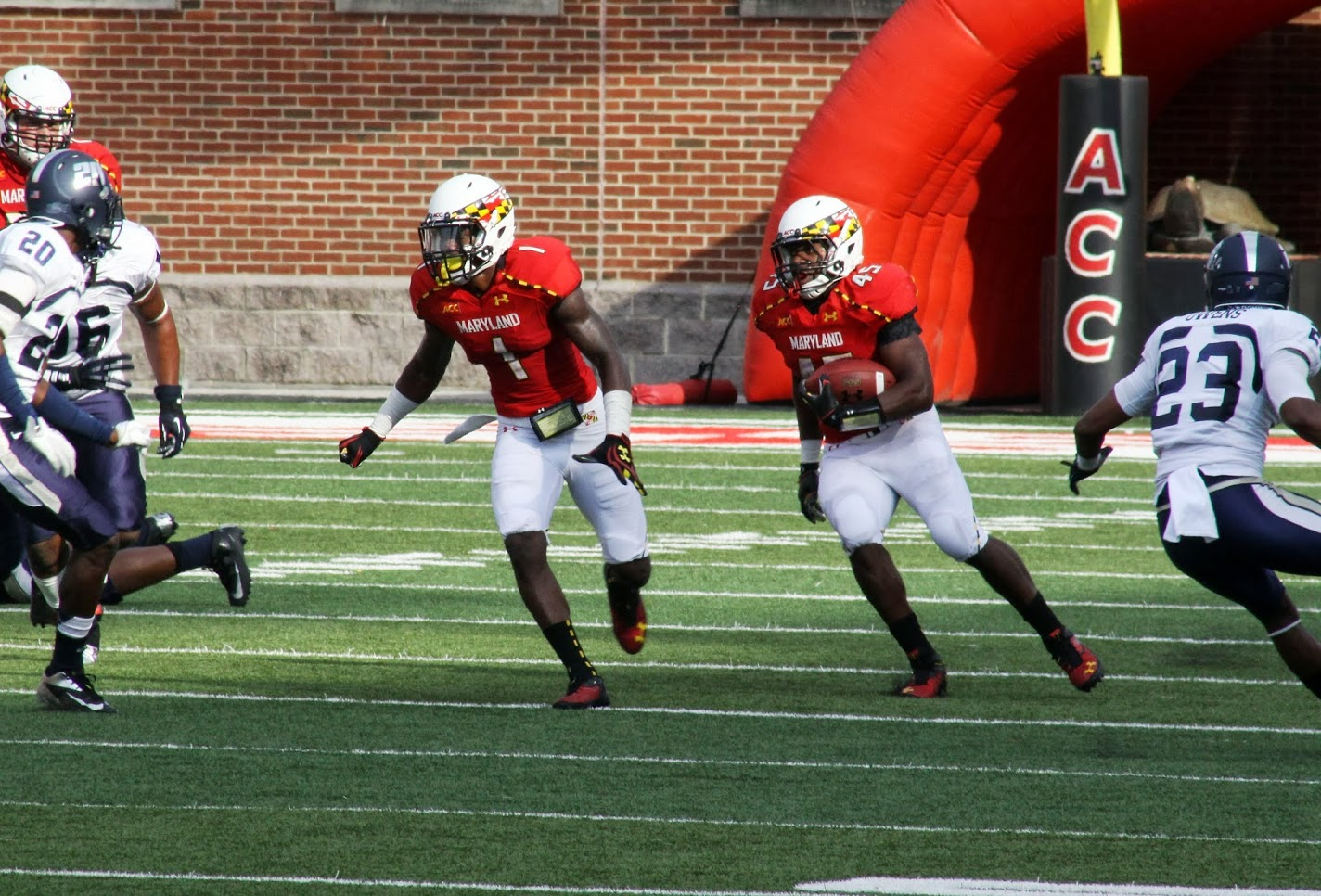
Stefon Diggs, na esquerda, junto com o running back Brandon Ross

Como um calouro em 2012, Diggs jogou em 11 dos 12 jogos de Maryland como wide receiver e em equipes especiais, faltando apenas um jogo devido a uma lesão no tornozelo.. Ele ficou em segundo lugar no ACC e oitavo nacionalmente com 172,4 jardas para cada jogo, enquanto seus 1,896 jardas multiúso foi a segunda maior marca em uma única temporada na história da escola, atrás apenas de Torrey Smith, que teve 2.192 jardas em 2009. Ele ficou em quinto lugar na conferência em jardas recebidas (77,1 por jogo), segundo na média de retorno de chutes (28,5) e quinto na média de retorno de punt (10,0). Ele liderou a equipe em recepções (54), jardas recebidas (848) e recepções de touchdown (6).
Em seu primeiro jogo colegial contra William & Mary, ele pegou três passes para 30 jardas e retornou três punts para um total de 50 jardas. Ele somou 223 jardas, que vieram em 57 jardas de recepção, 68 jardas em cinco retornos e 98 jardas em três retornos de kickoff contra Connecticut. Por sua atuação contra West Virginia, ele recebeu o prêmio de Novato do Ano da ACC depois de ter 201 jardas, incluindo três recepções para 113 jardas e dois touchdowns, 63 jardas em três kickoffs e 25 jardas em punt. Diggs começou como wide receiver contra Wake Forest, e registrou o seu segundo jogo seguido com mais de 100 jardas com 105 jardas em cinco recepções; sua recepção de 63 jardas no quarto quarto foi a mais longa de uma temporada e ajudou no touchdown vencedor do jogo feito por Justus Pickett. Ele ganhou o prêmio de Novato da Semana da ACC por sua performance contra Virginia, quando ele pegou quatro passes para 89 jardas (incluindo uma recepção de 60 jardas) e totalizou 147 jardas em três retornos de kickoff (um retorno para touchdown de 100 jardas), registrando 239 jardas e ganhando o prêmio de Especialista da Semana da ACC. Ele somou 152 jardas em 11 recepções, incluindo um touchdown de 66 jardas contra o Boston College, ganhando o Novato da Semana da ACC pela terceira vez. Ele registrou oito recepções de 82 jardas contra North Carolina, teve também quatro retornos de chute de 146 jardas, incluindo um retorno de 99 jardas no começou do segundo tempo. Ele também completou seu primeiro passe para um touchdown de oito jardas no final do primeiro tempo.
 Ele terminou em segundo lugar no prêmio de Novato do Ano da ACC perdendo para Duke Johnson.

### Segunda temporada (2013)
No segundo ano de Diggs, ele jogou em apenas sete jogos, perdendo os seis jogos finais da temporada depois de sofrer uma lesão contra Wake Forest. Ele foi uma menção honrosa da seleção da All-ACC pela mídia e treinadores, apesar da lesão.
Ele começou sua segunda temporada com um impressionante jogo contra a FIU, registrando 98 jardas de recebimento e um touchdown e 70 jardas de retorno em três kickoffs. Contra Old Dominion, ele foi ainda melhor ao registar 179 jardas de recepção e um touchdown, ganhando o prémio Recebedor da Semana da ACC pelo seu jogo. Ele teve 110 jardas de recepção e um touchdown contra Connecticut.
No entanto, na derrota por 34-10 de Maryland para Wake Forest, Diggs quebrou sua fíbula direita, terminando sua temporada. Nesse jogo, Diggs conseguiu oito recepções para 67 jardas.
Na temporada, ele recebeu 34 passes para 587 jardas e 3 touchdowns.

### Terceira Temporada (2014)

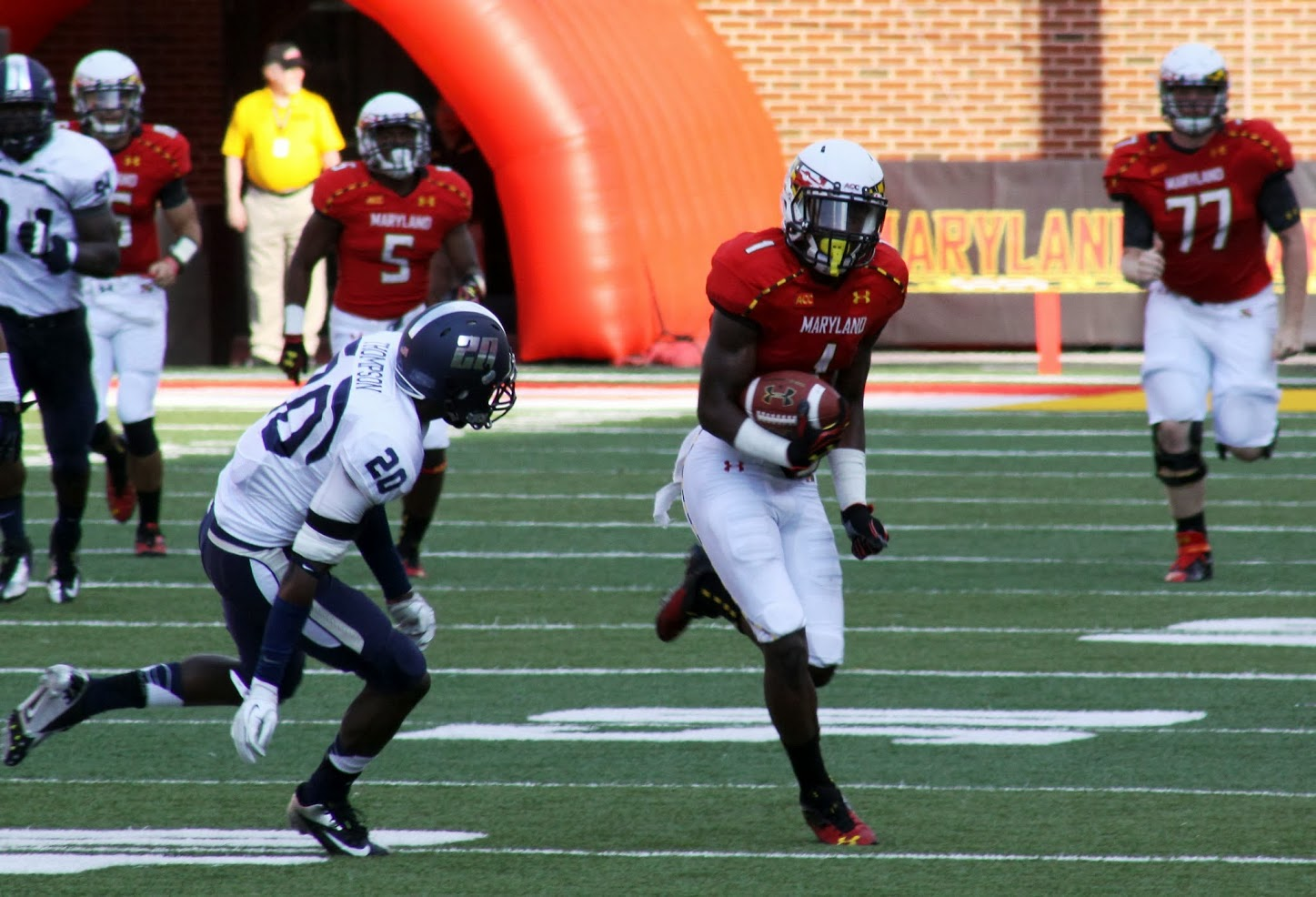
Stefon Diggs contra a Old Dominion University durante a vitória por 47-10 em 7 de setembro de 2013

Em sua temporada final em Maryland, Diggs jogou em 10 jogos, mas novamente perdeu jogos devido a lesão. Ele foi nomeado para a segunda equipe da All-Big Ten pelos treinadores e foi nomeado como menção honrosa ao All-Big Ten homenageado pela mídia. Ele liderou a equipe em recepções com 62, recebendo para 792 jardas e recebendo 5 touchdowns em 10 jogos. Ele teve três jogos de 100 jardas na temporada, empatando em quarto lugar na conferência.
Ele recebeu cinco bolas por 127 jardas, incluindo um touchdown de 77 jardas (a mais longa recepção de touchdown de sua carreira) contra West Virginia em 13 de setembro. Ele recebeu seis recepções para 112 jardas e um touchdown contra Indiana. Ele teve sete recepções por 52 jardas contra Ohio State. Ele registrou nove recepções para 130 jardas e um touchdown contra Iowa.
Ele perdeu o jogo contra Michigan State devido a uma suspensão e os dois últimos jogos devido a um rim lacerado. Em seu primeiro jogo desde que se curou da lesão em 1 de novembro, Diggs foi um dos poucos pontos brilhantes durante a derrota de Maryland por 45 a 21 para Stanford; ele tinha 10 recepções para 138 jardas, incluindo uma recepção de 26 jardas que ajudou a estabelecer o primeiro touchdown dos Terps.

## Carreira profissional
Depois de sua terceira temporada, Diggs decidiu renunciar a sua última temporada e entrou no Draft da NFL de 2015.
| 1,83 m                          | 88 kg | 4.46 s | 1.53 s | 2.58 s | 4.11 s | 7.03 s | 0,89 m | 2.92 m | 11 repetições |
| Todos os valores da NFL Combine |       |        |        |        |        |        |        |        |               |

Diggs foi selecionado na quinta rodada na 146º escolha geral pelo Minnesota Vikings no Draft de 2015 da NFL. Ele assinou um contrato de quatro anos no valor de US $ 2,5 milhões que incluiu um bônus garantido de US $ 227 mil.

### Temporada de 2015

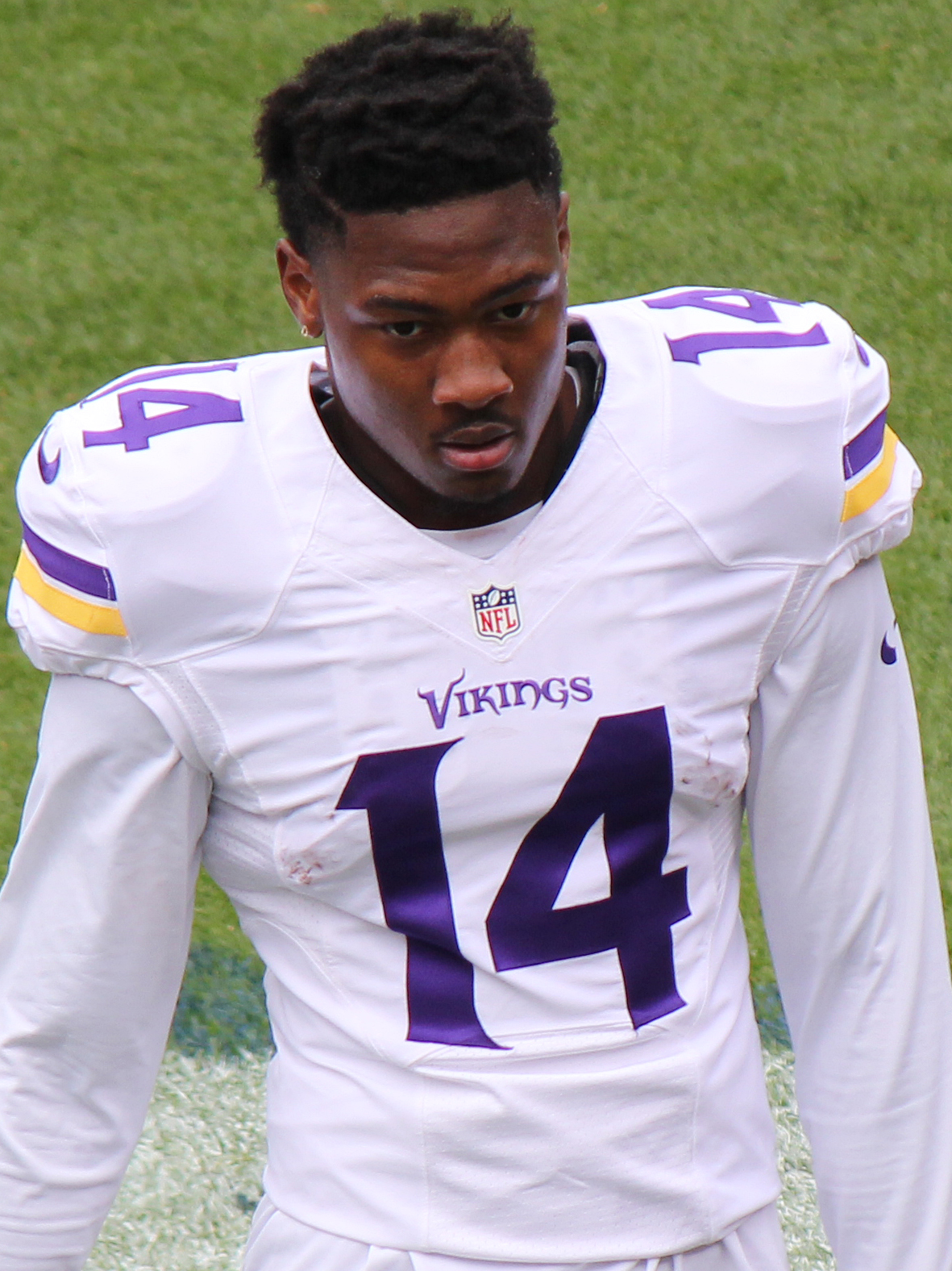
Diggs com o Minnesota Vikings em 2015

Diggs ficou inativo durante os três primeiros jogos da temporada. Ele teve sua primeira chance de jogar na semana 4 contra o Denver Broncos por causa das lesões dos recebedores Charles Johnson e Jarius Wright. Ele respondeu com seis recepções e 87 jardas na derrota por 23-20 contra Denver.
Em seu primeiro jogo como titular da carreira contra o Kansas City Chiefs na semana 6, Diggs aproveitou para se tornar o primeiro receptor dos Vikings desde a semana 14 da temporada anterior a ter um jogo de 100 jardas, terminando com sete recepções para 129 jardas, incluindo um recepção de 30 jardas em uma terceira descida crucial. Diggs recebeu oficialmente o papel de titular como wide receiver contra o Detroit Lions na semana 7. Nesse jogo, Diggs fez seu segundo jogo consecutivo de 100 jardas, recebendo seis passes para 108 jardas; no terceiro quarto, Diggs venceu o veterano cornerback Rashean Mathis com um movimento duplo e fez um grande touchdown de 36 jardas, o primeiro de sua carreira na NFL.
Desde Randy Moss em 1998, Diggs foi o primeiro novato dos Vikings a ter jogos consecutivos com mais de 80 jardas de recepção em seus três primeiros jogos.
Na vitória dos Vikings por 23 a 20 sobre o Chicago Bears na semana 8, Diggs registrou seu quarto jogo consecutivo com pelo menos 5 recepções e 80 jardas. Em uma crucial terceira descida com apenas 2:00 minutos restantes, Diggs pegou um passe curto de Teddy Bridgewater na linha de 30 jardas, então ele girou em torno de cornerback Sherrick McManis, passou por um defensor na linha de cinco jardas e passou por outro na zona final, empatando o jogo por 20-20. Diggs acabou sendo a principal recepção dos Vikings, recebendo seis recepções para 95 jardas e um touchdown de 40 jardas.
As jardas ganhas por Diggs o coloca em segundo lugar entre todos os jogadores da NFL em seus primeiros quatro jogos desde 1960, atrás apenas das 464 jardas do jogador do Arizona Cardinals, Anquan Boldin em 2003.
Na semana 9, Diggs liderou o time em recepções (3) e jardas (42) e recuperou um fumble de Adrian Peterson na vitória sobre o St. Louis Rams na prorrogação. Diggs registrou duas recepções para 46 jardas na vitória da semana 10 sobre o Oakland Raiders. Na derrota dos vikings para o Green Bay na semana 11, Diggs teve a marca de 50 jardas pela primeira vez em três semanas, registrando seis recepções para 66 jardas. Na semana 12, contra o Atlanta Falcons, Diggs registrou quatro recepções para 31 jardas. Durante o jogo, ele teve uma penalidade de conduta antidesportiva devido a sua comemoração após sua recepção de 16 jardas na conversão de uma 3ª para 8 jardas. Depois de uma sequência tranquila de seis jogos, Diggs ressurgiu na semana 15 contra o Chicago Bears; ele teve três recepções para 55 jardas com dois touchdowns que ajudaram os Vikings a derrotar os Bears por 38 a 17.
Em 19 de janeiro de 2016, Diggs foi nomeado para a equipe de novatos de 2015 da Pro Football Writers of America (PFWA). Apesar de estar inativo nos três primeiros jogos da campanha de 2015, Diggs liderou os Vikings em recepções com 52 e jardas recebidas com 720 jardas, incluindo 13 recepções de mais de 20 jardas. Ele teve mais jardas recebidas por um novato naquele ano, atrás de Amari Cooper (1.070 jardas) dos Raiders.

### Temporada de 2016
No jogo de abertura da temporada contra Tennessee Titans em 11 de setembro, Diggs liderou os Vikings com sete recepções para 103 jardas. Apesar de ser listado como o segundo receptor da equipe, atrás de Charles Johnson, Diggs ainda liderava a equipe em passes na direção dele, em recepções e em jardas. 
Na semana 2, Diggs teve outro belo desempenho contra o Green Bay Packers no Sunday Night Football. Com os Packers marcando bem a corrida, Diggs explorou a cobertura homem-a-homem do cornerback Damarious Randall e se tornou o ponto forte do ataque, tendo um papel chave na vitória dos Vikings por 17-14, ele terminou com 9 recepções e 182 jardas recebidos. Este jogo foi o primeiro jogo de Sam Bradford como os Viking e o primeiro da equipe no novo US Bank Stadium.
Ele foi nomeado como o Jogador Ofensivo da Semana da NFC, se tornando o nono Viking diferente a ganhar o título de Jogador da Semana da NFC sob o comando técnico de Mike Zimmer. Diggs se tornou apenas o terceiro recebedor na história da equipe a ter mais de 100 jardas nos dois primeiros jogos da temporada, juntando-se a Gene Washington (em 1969) e Cris Carter (em 1997). Após a semana 2, Diggs foi o líder em jardas de recepção na NFL. 
Na derrota dos Vikings na prorrogação contra o Detroit Lions na semana 9, Diggs teve 13 recepções para 80 jardas, que ultrapassaram o recorde de Randy Moss e Percy Harvin (10 recepções) de mais recepções contra os Lions. 
Diggs fez parte de uma dupla de recebedores, junto com Adam Thielen, que se tornou a primeira dupla dos Vikings com 900 jardas cada desde que Randy Moss e Cris Carter conseguiram isso em 2000. Diggs terminou a temporada com 84 recepções para 903 jardas e três touchdowns. Sua taxa de captura de 75% ficou em quinto lugar entre os principais receptores da NFL em 2016.

### Temporada de 2017

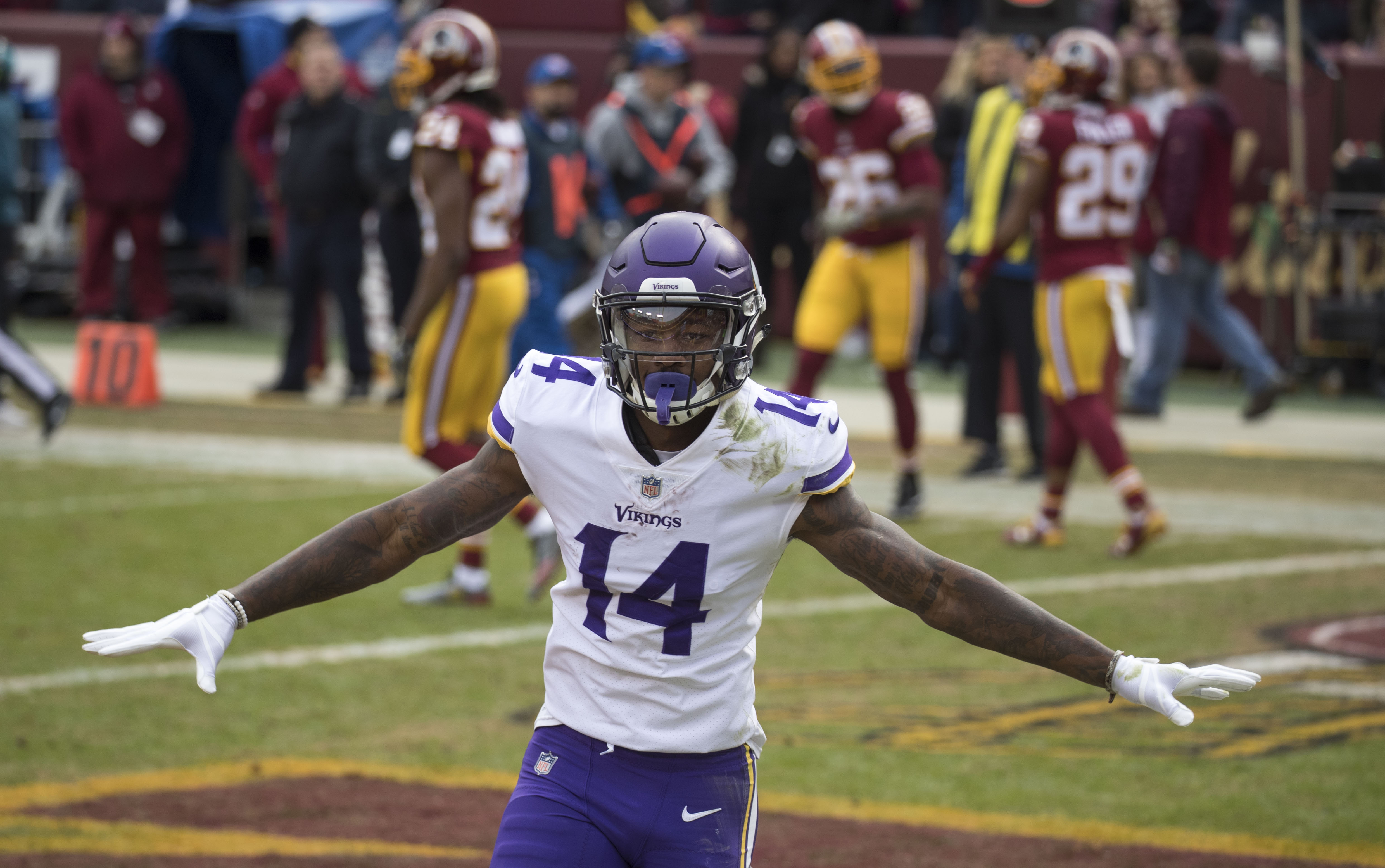
Diggs comemorando após marcar um touchdown contra o Washington Redskins.

Em 11 de setembro de 2017, na abertura da temporada contra o New Orleans Saints no Monday Night Football, Diggs conseguiu sete recepções para 93 jardas e dois touchdowns. Durante a semana 3 contra o Tampa Bay Buccaneers, Diggs registrou uma performance impressionante com 173 jardas recebidas e dois touchdowns, enquanto os Vikings venceram por um placar de 34-17. Com mais de 98 jardas em uma derrota na semana 4 para o Detroit Lions, ele liderou a NFL em jardas recebidas. 
Na vitória da semana 5 contra o Chicago Bears, Diggs só teve uma única recepção para quatro jardas, deixando o campo mais cedo com uma lesão na virilha. A lesão na virilha deixaria o Diggs de fora das vitórias contra o Green Bay Packers e contra o Baltimore Ravens. Mesmo depois de perder dois jogos consecutivos, Diggs permaneceria em 13º na lista de jardas recebidas.
Em 14 partidas, Diggs terminou com 849 jardas e 8 touchdowns.
Os Vikings terminaram a temporada de 2017 com um recorde de 13-3, conquistando a divisão NFC North e o direto de descansar na primeira rodada dos playoffs. Na rodada divisional da NFC contra o New Orleans Saints, Diggs terminou com 137 jardas de recepção e um touchdown. Com apenas 10 segundos restantes no quarto período, Diggs fez a jogada vencedora com um touchdown de 61 jardas, dando aos Vikings uma dramática vitória por 29-24, apelidada de "Milagre de Minneapolis".
No NFC Championship contra o Philadelphia Eagles, ele teve oito recepções por 70 jardas na derrota por 38-7. 
Ele foi classificado em 65º na lista dos 100 melhores jogadores da NFL de 2018.

### Temporada de 2018
Em 31 de julho de 2018, Diggs assinou uma prorrogação de contrato no valor de US $ 72 milhões por cinco anos. Na primeira semana da temporada regular, Diggs recebeu o primeiro touchdown de Kirk Cousins nos Viking, a caminho de uma vitória por 24-16 contra os 49ers.

## Vida Pessoal
Diggs tem dois irmãos mais novos, Darez (nascido em 1995) e Trevon (nascido em 1998). Todos os três irmãos jogaram futebol em três escolas secundárias diferentes. Trevon Diggs jogou em Wootton High School em Rockville, Maryland, enquanto Darez Diggs jogou em  Friendship Collegiate Academy Public Charter School em Washington, DC. Seu pai Aron Diggs faleceu em janeiro de 2008, aos 39 anos, devido à insuficiência cardíaca congestiva, levando Stefon Diggs a assumir mais responsabilidade como "figura paterna" para seus irmãos mais novos. Darez atualmente joga na Universidade do Alabama em Birmingham Blazers enquanto Trevon atualmente joga para a Universidade do Alabama em Crimson Tide. Diggs também tem uma filha.

## Estatísticas na NFL
| Ano      | Time     | Jogos | Jogos | Recebendo | Recebendo | Recebendo | Recebendo | Recebendo | Correndo | Correndo | Correndo | Correndo | Correndo | Fumbles | Fumbles  |
| Ano      | Time     | JD    | JT    | Rec       | Jardas    | Média     | Lng       | TD        | Ten      | Jardas   | Média    | Lng      | TD       | Fum     | Perdidos |
| -------- | -------- | ----- | ----- | --------- | --------- | --------- | --------- | --------- | -------- | -------- | -------- | -------- | -------- | ------- | -------- |
| 2015     | MIN      | 13    | 9     | 52        | 720       | 13,8      | 40        | 4         | 3        | 13       | 4,3      | 10       | 0        | 2       | 0        |
| 2016     | MIN      | 13    | 11    | 84        | 903       | 10,8      | 46        | 3         | 3        | 10       | 3,3      | 12       | 0        | 0       | 0        |
| 2017     | MIN      | 14    | 14    | 64        | 849       | 12,4      | 59        | 8         | 8        | 13       | 1,6      | 9        | 0        | 0       | 0        |
| 2018     | MIN      | 15    | 14    | 102       | 1 021     | 10,0      | 75E       | 9         | 10       | 62       | 6,2      | 20       | 0        | 0       | 0        |
| 2019     | MIN      | 15    | 15    | 63        | 1 130     | 17,9      | 66        | 6         | 5        | 61       | 12,2     | 27       | 0        | 4       | 3        |
| 2020     | BUF      | 16    | 16    | 127       | 1 535     | 12,1      | 55        | 8         | 1        | 1        | 1,0      | 1        | 0        | 0       | 0        |
| 2021     | BUF      | 17    | 17    | 103       | 1 225     | 11,9      | 61        | 10        | 0        | 0        | 0,0      | 0        | 0        | 1       | 0        |
| 2022     | BUF      | 16    | 16    | 108       | 1 429     | 13,2      | 53E       | 11        | 1        | -3       | -3,0     | -3       | 0        | 1       | 0        |
| 2023     | BUF      | 17    | 17    | 107       | 1 183     | 11,1      | 55E       | 8         | 1        | 5        | 5,0      | 5        | 0        | 2       | 1        |
| 2024     | HOU      | 8     | 8     | 47        | 496       | 10,6      | 49        | 3         | 3        | 8        | 2,7      | 6        | 1        | 0       | 0        |
| Carreira | Carreira | 144   | 136   | 857       | 10 491    | 12,2      | 75E       | 70        | 35       | 170      | 4,9      | 27       | 1        | 10      | 4        |